# Sultanatet af Bahmani
Det muslimske Sultanatet af  Bahmanî, der blev grundlagt i 1347, konkurrerede om kontrollen over Deccanplateauet med det hinduistiske Vijayanagar-kongeriget, der var beliggende ved sultanatets sydlige grænse.
Hovedstaden i landet var frem til 1425 Kalburgi,   den blev da flyttet til Bidar.
Staten blev grundlagt i 1347 af guvernør Ala-ud-Din Bahman Shah, da han brød med Delhisultanatet. Bahmani-sultanatet gik i opløsning omkring 1490, da det blev efterfulgt af de såkaldte Deccan-sultanater. Sultanatet gik i opløsning i 1518.